# Gut Glüsig

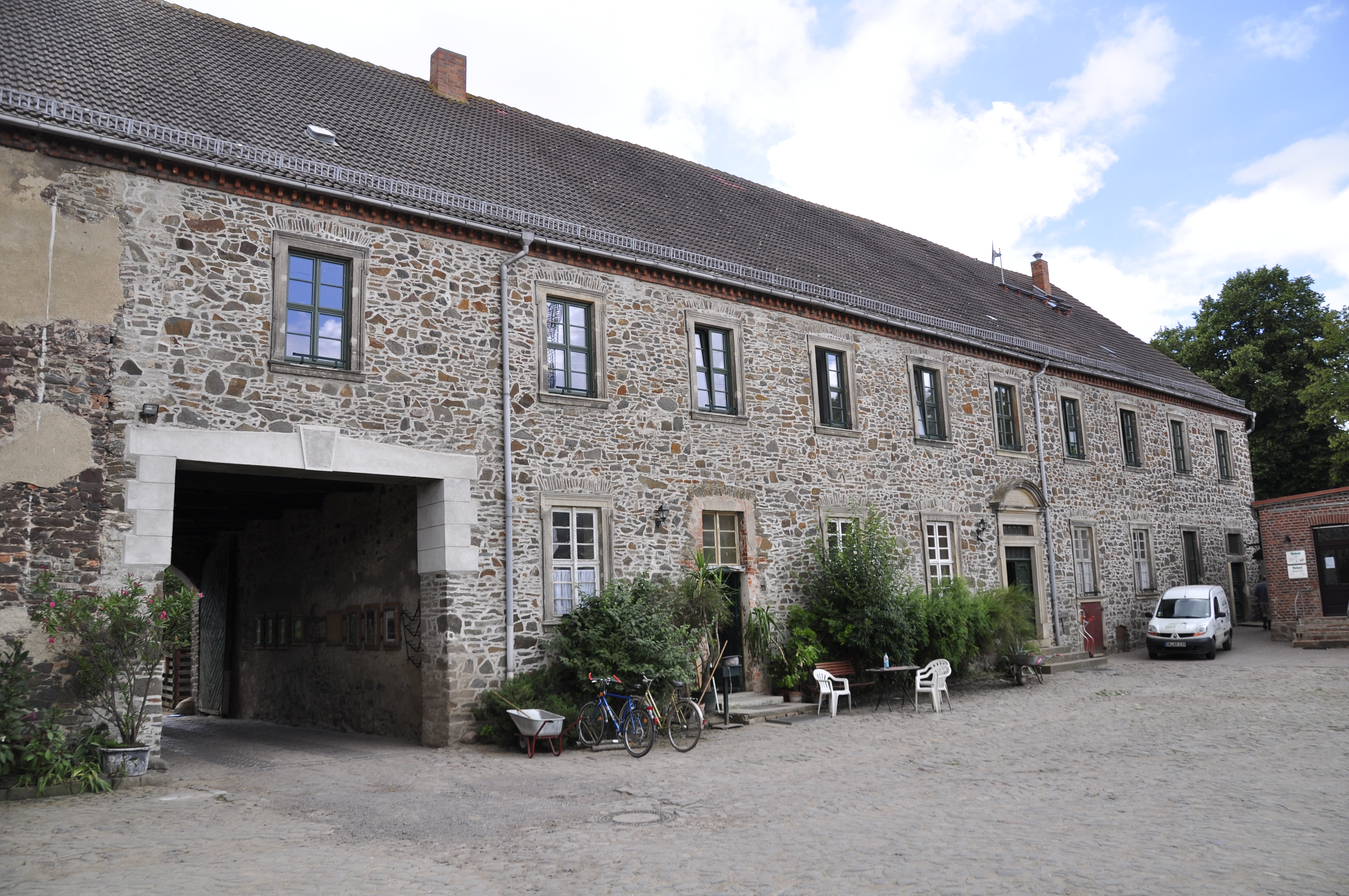
Das barocke Haupthaus von der Hofseite

Das Gut Glüsig in der Magdeburger Börde war, bis zur Schließung 2020, ein landwirtschaftlicher Betrieb mit einer Fläche von rund 140 Hektar und 15 Einwohnern (Stand Juli 2020). Das Gut war der größte Bioschlachtbetrieb in Sachsen-Anhalt. Seine Produkte wurden seit 1993 nach Bioland-Richtlinien verarbeitet und vermarktet. Das Gut geht auf ein Vorwerk des ehemaligen Zisterzienserinnen-Klosters in Althaldensleben aus dem 15. Jahrhundert zurück. 
Der Ortsteil Glüsig gehört heute zur Ortschaft Ackendorf der Gemeinde Hohe Börde im Landkreis Börde in Sachsen-Anhalt.

## Geschichte
Die Siedlung Glüsingen entstand in der ursprünglich von Sueven bewohnten Gegend. In den Jahren 1270 bis 1300 schenkte Konrad von Wudenswegen dem Althaldensleber Kloster ersten Landbesitz bei Glüsingen. 1310 erwarb das Kloster dort zusätzliche Landflächen. Die damalige Äbtissin Jutta I. gliederte neben Wedringen und Vahldorf auch Glüsingen in das Klostergebiet ein. Nach einer Pestepidemie um 1450 war Glüsingen verödet. Um 1460 wurde dann östlich des alten Dorfes vom Kloster das Vorwerk Glüsig errichtet.
Während des Dreißigjährigen Krieges wurden das Vorwerk und die dazugehörende St. Anna-Kapelle zerstört. Ab 1648 erfolgte der Wiederaufbau des Gutes wie der nahe gelegenen Kapelle.
Um 1700 gehört der gesamte Besitz des ehemaligen Dorfes Glüsingen dem Kloster in Althaldensleben. Im Jahr 1757 ließ die damalige Äbtissin Gräber das noch heute erhaltene Hauptgebäude des Wirtschaftshofes bauen. 1806 wurden das Vorwerk und die Kapelle im Rahmen des Vierten Koalitionskrieges von französischen Truppen geplündert.

### Johann Gottlob Nathusius
Im Jahr 1810 kaufte der Magdeburger Kaufmann und Tabakproduzent Johann Gottlob Nathusius von der westfälischen Regierung das unter Napoleon aufgehobene Kloster samt dem Vorwerk in Glüsig.
Unter Nathusius trat die vormals agrarwirtschaftliche Nutzung des Gutes zurück, denn schon bald nach dem Erwerb wurden als Teil der Handelsgärtnerei zu Althaldensleben auf Glüsig Baumschulen angelegt. Im Wesentlichen wurde Handelsware (Malvenstauden zur Farbenherstellung) angebaut, außerdem erfolgte hier die Aufzucht von Obstbäumen. Neben der betriebswirtschaftlich effektiveren Nutzung des Landes kam die Umwidmung zu einer Baumschule auch den ästhetischen Vorstellungen von Nathusius entgegen. Die vormals kahlen Berge des Vorwerks wurden, mit Obstbäumen und Sträuchern bepflanzt, zu parkähnlichen Landstrichen. In einem Tal wurde sogar ein Teich mit Schwänen besetzt.

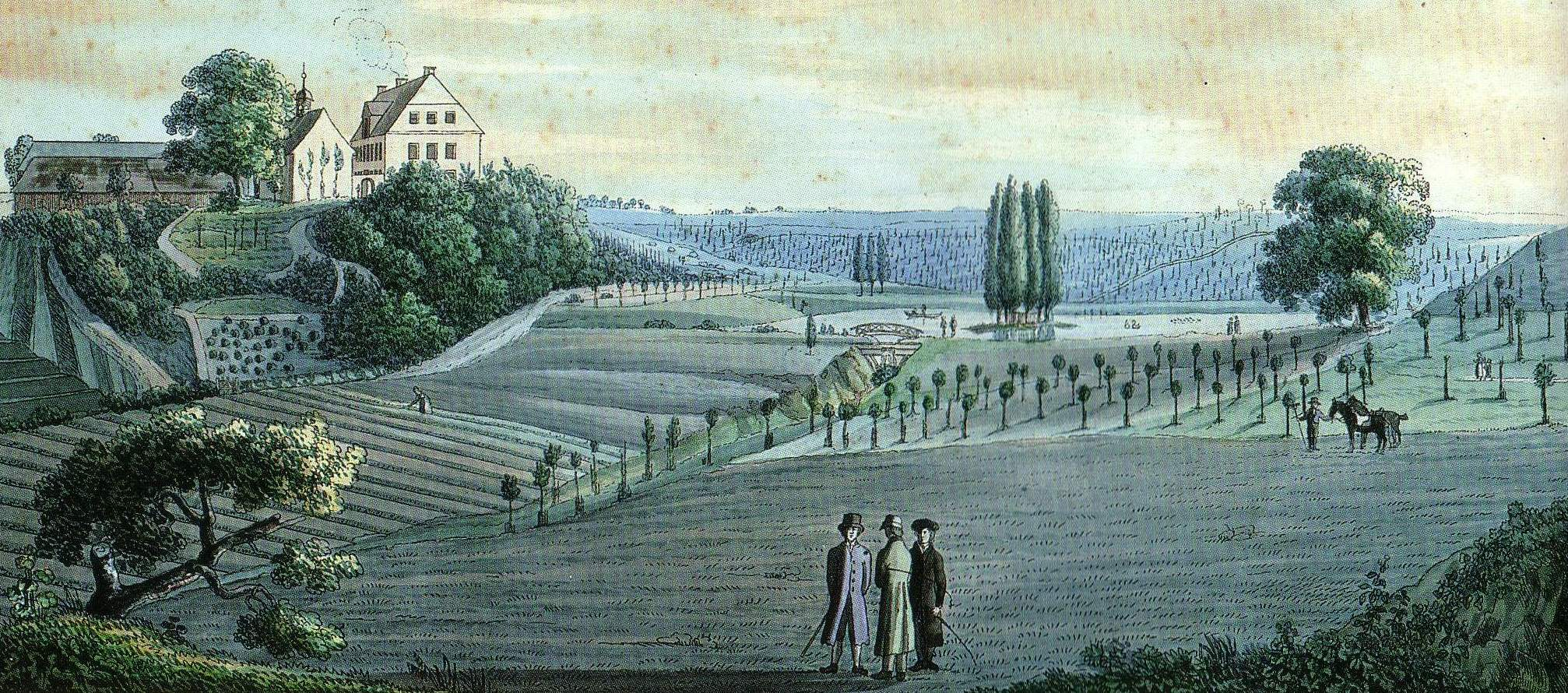
Stich zur Baumschule Glüsig etwa aus dem Jahr 1820
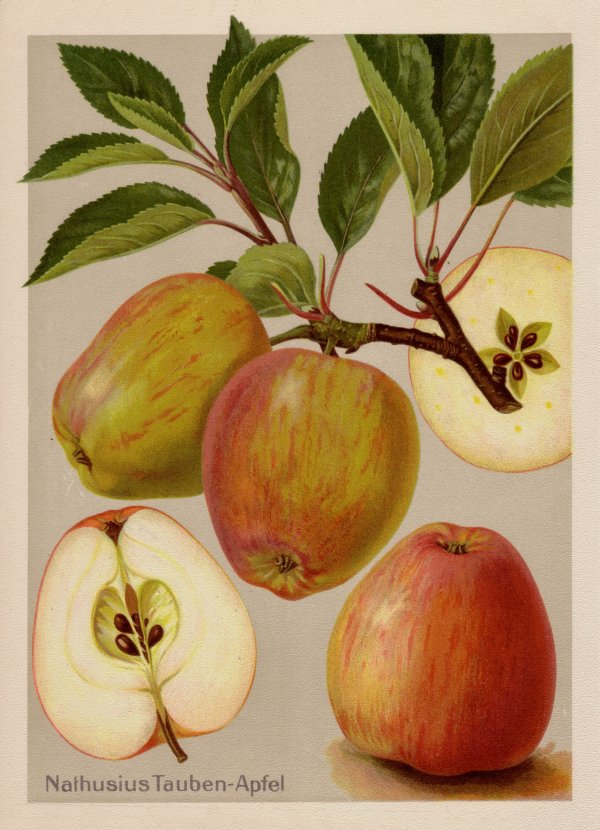
Auf Gut Glüsig gezüchteter Nathusius’ Taubenapfel
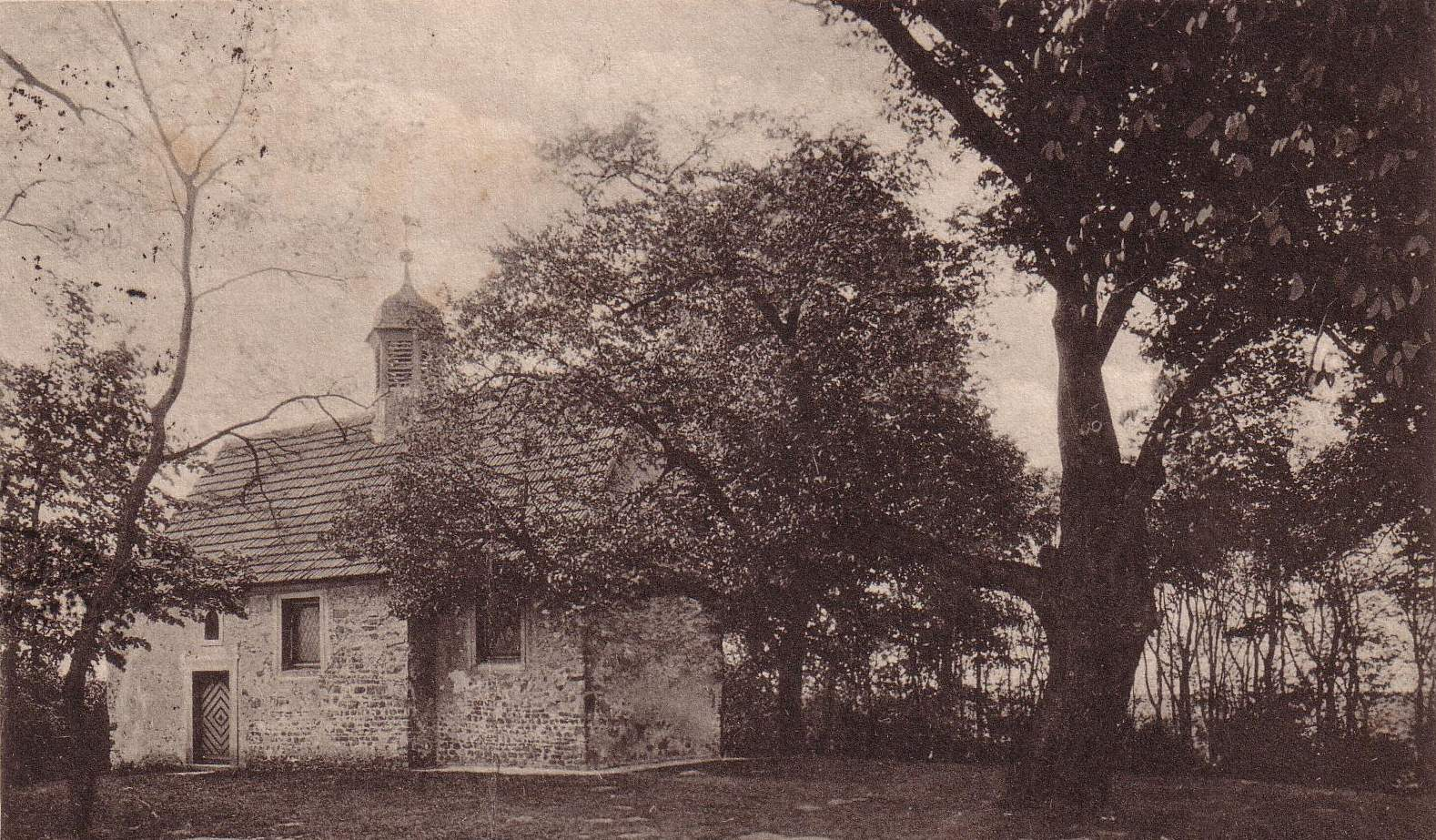
Wallfahrtskapelle St. Anna, Foto etwa von 1920

Nach dem Tod des Vaters übernahm 1835 zunächst Philipp von Nathusius die Güter in Althaldensleben und Glüsig. 1849 verkaufte er an seinen jüngeren Bruder Heinrich von Nathusius den Althaldensleber Besitz, das Vorwerk Glüsig blieb zunächst im Eigentum von Philipp, es wurde lediglich von seinem Bruder mitbewirtschaftet. Um 1866 unterhielt Heinrich von Nathusius in Glüsig ein Privatlazarett für Verwundete des Deutschen Krieges. Auch während des Deutsch-Französischen Krieges 1870/71 wurde dort erneut ein Lazarett eingerichtet.
1883 oder 1884 wurde das Vorwerk an die Zuckerfabrik von Jenrich, Druckenbrodt u. Co zu Ackendorf verkauft.
Am 30. September 1928 wurde der Gutsbezirk Glüsig mit der Landgemeinde Althaldensleben vereinigt. Mit Wirkung zum 1. April 1934 wurde der ehemalige Gutsbezirk Glüsig aus der Gemeinde Althaldensleben in die Gemeinde Ackendorf umgemeindet. Im Jahr 1938 entstand in Glüsig eine neue Bauernsiedlung. Nach dem Zweiten Weltkrieg wurde das ehemalige Vorwerk enteignet und zum volkseigenen Gut mit dem Schwerpunkt Tierproduktion, die in Kooperation mit dem ebenfalls enteigneten Betrieb auf dem Schloss Hundisburg betrieben wurde. In dieser Form bestand es bis 1990.

### Caritas
Nach verschiedenen Besitzerwechseln übernahm 1992 der Caritas Regionalverband Magdeburg e. V. das Gut mit 32 Hektar Ackerfläche von der Treuhandanstalt und begann dort mit der Einrichtung eines sozialen Arbeits- und Beschäftigungsprojektes „St. Franziskus“. Neben der Umstellung auf eine ökologische Landbewirtschaftung im Jahre 1993 wurde 1998 auf der Anlage ein Schlacht- und Verarbeitungshaus errichtet und die Gut Glüsig GmbH als sozialer Erwerbsbetrieb gegründet. Ab 1998 war Gut Glüsig auch Ausbildungsbetrieb sowie anerkannte Einsatzstelle für das Freiwillige Ökologische Jahr.
Im Sommer 2018 verkaufte der Caritas-Regionalverband Magdeburg das Gut an eine katholische Familie aus Hettstedt, wobei die ökologische Ausrichtung der Landwirtschaft, die Beschäftigung Benachteiligter und die St.-Anna-Wallfahrt fortgeführt werden sollen. Das Gut wurde jedoch bereits 2020 geschlossen.

#### Landwirtschaftlicher Betrieb des Caritasverband Magdeburg e. V.
Im landwirtschaftlichen Betrieb wurden 136 Hektar (90 Hektar Ackerfläche und 46 Hektar Dauergrünland) bewirtschaftet. Es wurden Gemüse und Futterpflanzen angebaut sowie Streuobsthänge betrieben. Hauptgeschäftsfeld war die Schweineaufzucht und -schlachtung. Hier wurden 500 bis 600 Tiere pro Jahr gemästet. Außerdem wurden etwa 50 Kühe und Rinder (Deutsche Angus) gehalten. Daneben gab es eine kleine Schafherde und Pferdehaltung (eigene sowie Einstellung). Gut Glüsig war Mitglied im Netzwerk der Demonstrationsbetriebe Ökologischer Landbau.

#### Gut Glüsig GmbH
Zum Zweckverband Gut Glüsig gehörte auch die Gut Glüsig GmbH, eine weitere Tochtergesellschaft der Caritas. Sie verarbeitete die Schlachtprodukte des Gutes, vermarktete die ökologischen Wurst- und Fleischwaren und kümmerte sich um den Verkauf des selbst erzeugten Obstes und Gemüses. Elf Mitarbeiter und drei Lehrlinge gehörten zum Betrieb, der als sozialer Erwerbsbetrieb ausgelegt war: Mindestens zehn Personen, vor allem älteren Langzeitarbeitslosen, soll ein Dauerarbeitsplatz gesichert werden. Dafür erhielt die Gesellschaft finanzielle Zuwendungen von der Caritas, dem Arbeitsamt, dem Land Sachsen-Anhalt und der Europäischen Union.

#### Förderverein
Unter der Schirmherrschaft des Magdeburger Bischofs Gerhard Feige wurde am 3. August 2000 der Förderverein Gut Glüsig e. V. gegründet. Ziele des Vereins sind die Erhaltung des Vorwerks als Denkmal der Bau- und Kunstgeschichte sowie Zeugnis der Geschichte, die Nutzung der Anlage für Gottesdienste und andere kulturelle Veranstaltungen sowie die Zusammenarbeit mit verschiedenen Institutionen der katholischen Kirche. Es war geplant, neben dem bereits etablierten landwirtschaftlichen Betrieb das ehemalige Gutsgebäude zu einem Gäste- und Bildungshaus umzugestalten. Dazu hätte es einer weiteren Außen- und Innensanierung bedurft.

## Architektur

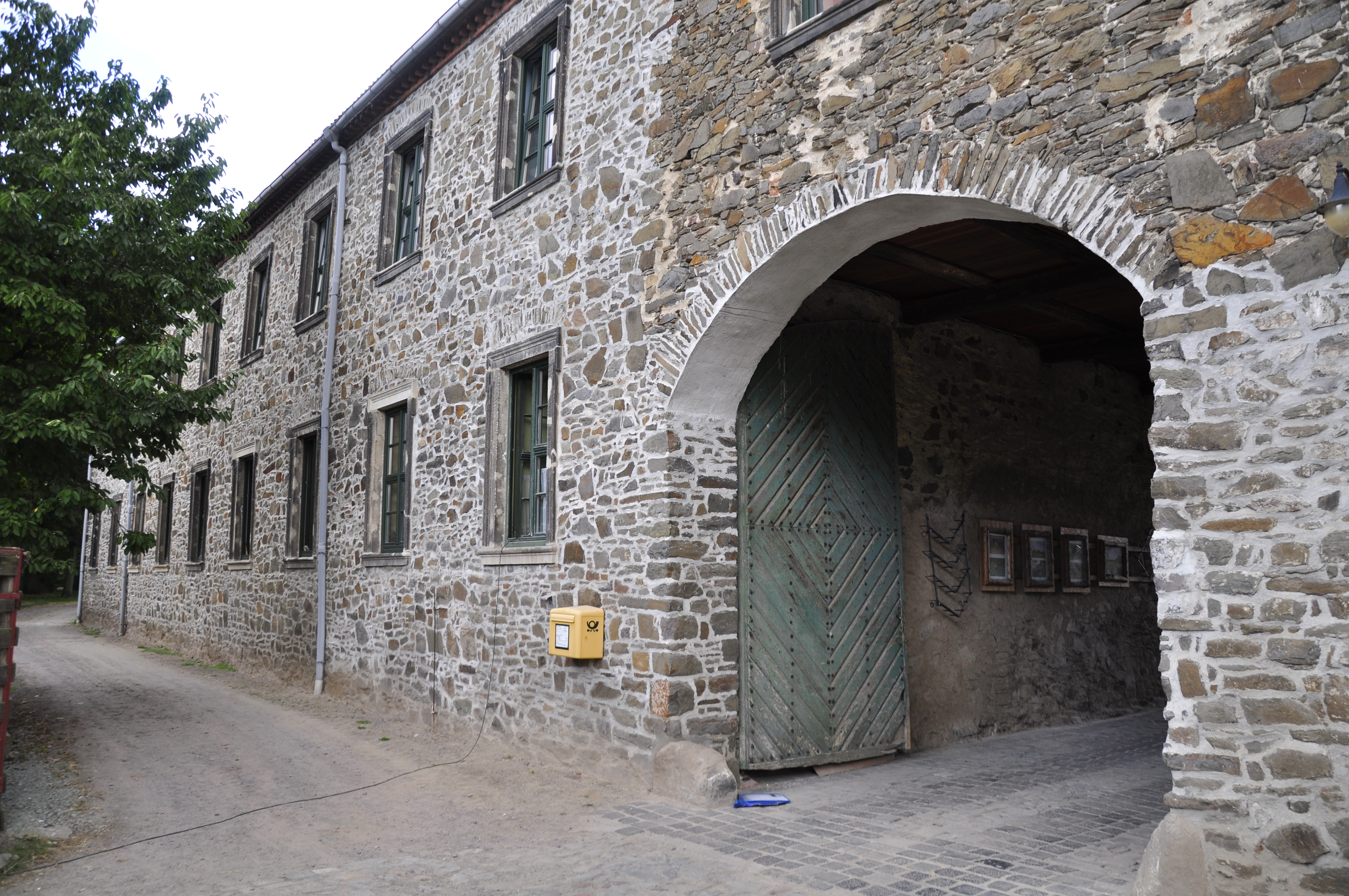
Haupthaus und Hofeinfahrt von außen

Das Gutshaus in Glüsig ist ein zweigeschossiger barocker Bruchsteinbau von 13 Achsen und entstand etwa 1750. Auf dem asymmetrisch angeordneten Portal befinden sich ein Segmentgiebel sowie eine Inschrift. Weitere Gebäude des Hofes stammen aus dem 18. Jahrhundert. Der gesamte Hofkomplex ist denkmalgeschützt.

## Wallfahrtskapelle St. Anna

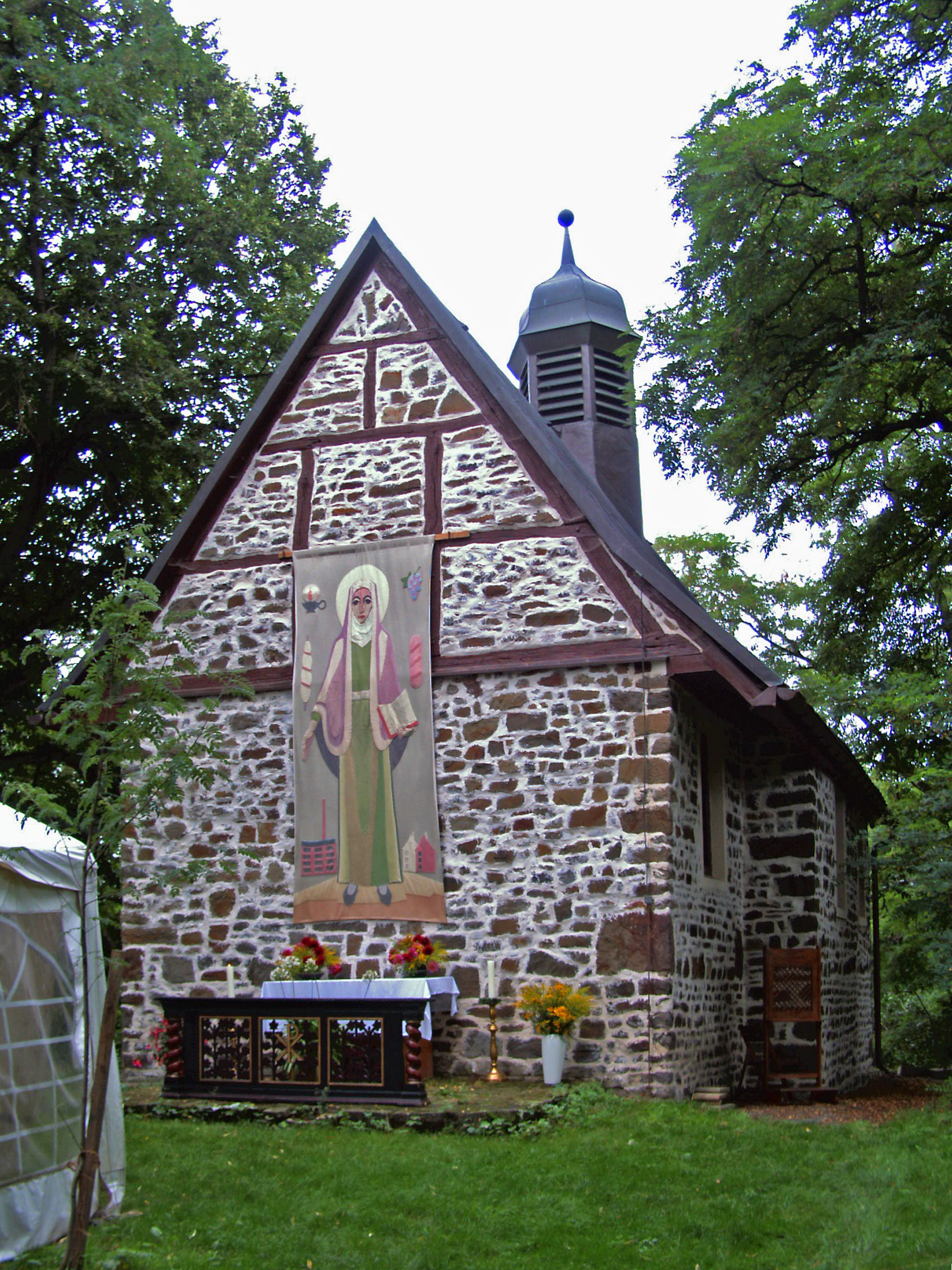
Wallfahrtskapelle

Die nahegelegene und ursprünglich zum Gut gehörende Wallfahrtskapelle St. Anna ist ein kleiner, einschiffiger, romanischer Bruchsteinbau aus dem 13. Jahrhundert.
1236 übereignete Wilbrand von Käfernburg, Erzbischof des Erzbistums Magdeburg, die Kapelle dem Zisterzienserinnenkloster in Althaldensleben.
Die im Dreißigjährigen Krieg teilzerstörte Kapelle wurde 1658 erneuert. Das Portal, die Fenster sowie ein in Fachwerk ausgeführter Chorgiebel und ein sechseckiger Dachreiter sind Zeugen des damals erfolgten Umbaues. Das Chorhaus des romanischen Baus, von dessen altem Mauerwerk nur noch wenig erhalten ist, öffnet sich in einem Rundbogen zum Barockaltar mit einer Statue der Heiligen Anna. In der Kapelle befindet sich die einzige Glocke der Region, die ein Chronostichon trägt. Es ergibt die Jahreszahl 1711.
Hier wurde 1812 die letzte Äbtissin des 1810 säkularisierten Klosters in Althaldensleben, „Domina und Mater“ Ludovica Dederich (* um 1727; † 1. Februar 1812) bestattet. Ihr Grabstein steht an der Außenwand der Kapelle. 1934 wurde das Gebäude restauriert. Heute gehört die Kapelle zur Pfarrei St. Christophorus mit Sitz in Haldensleben. Die Kapelle ist noch immer Ziel der alljährlichen St.-Annen-Wallfahrt.

### St.-Annen-Wallfahrt
Eine Annen-Verehrung an diesem Ort ist seit dem 13. Jahrhundert nachgewiesen. Nach verheerenden mittelalterlichen Pestepidemien stiftete das Kloster Althaldensleben im 16. Jahrhundert eine jährliche Prozession nach Glüsig. Sie wird noch heute einmal jährlich als Fußwallfahrt durchgeführt. Jeweils am ersten Sonntag im August formieren sich die Pilger in den Gemeinden St. Johannes Baptist in Althaldensleben und St. Peter und Paul in Groß Ammensleben und ziehen nach Glüsig. Auf dem Kapellenberg findet ein gemeinsamer Gottesdienst statt. Die heute bei der Prozession gezeigte Figur der Kapellenpatronin stammt aus Beständen des Diözesanmuseums in Paderborn.

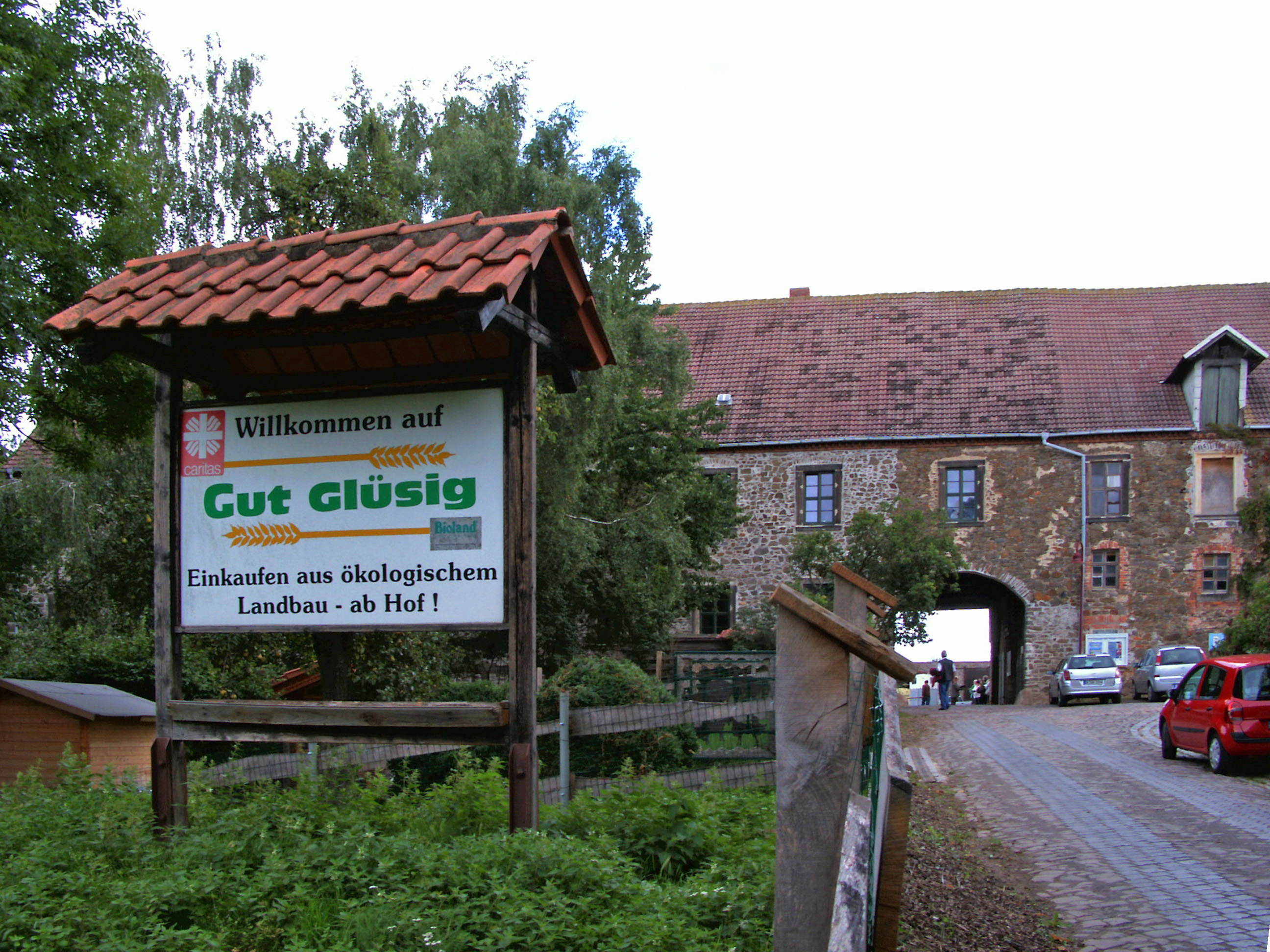
Eingang zum Gut
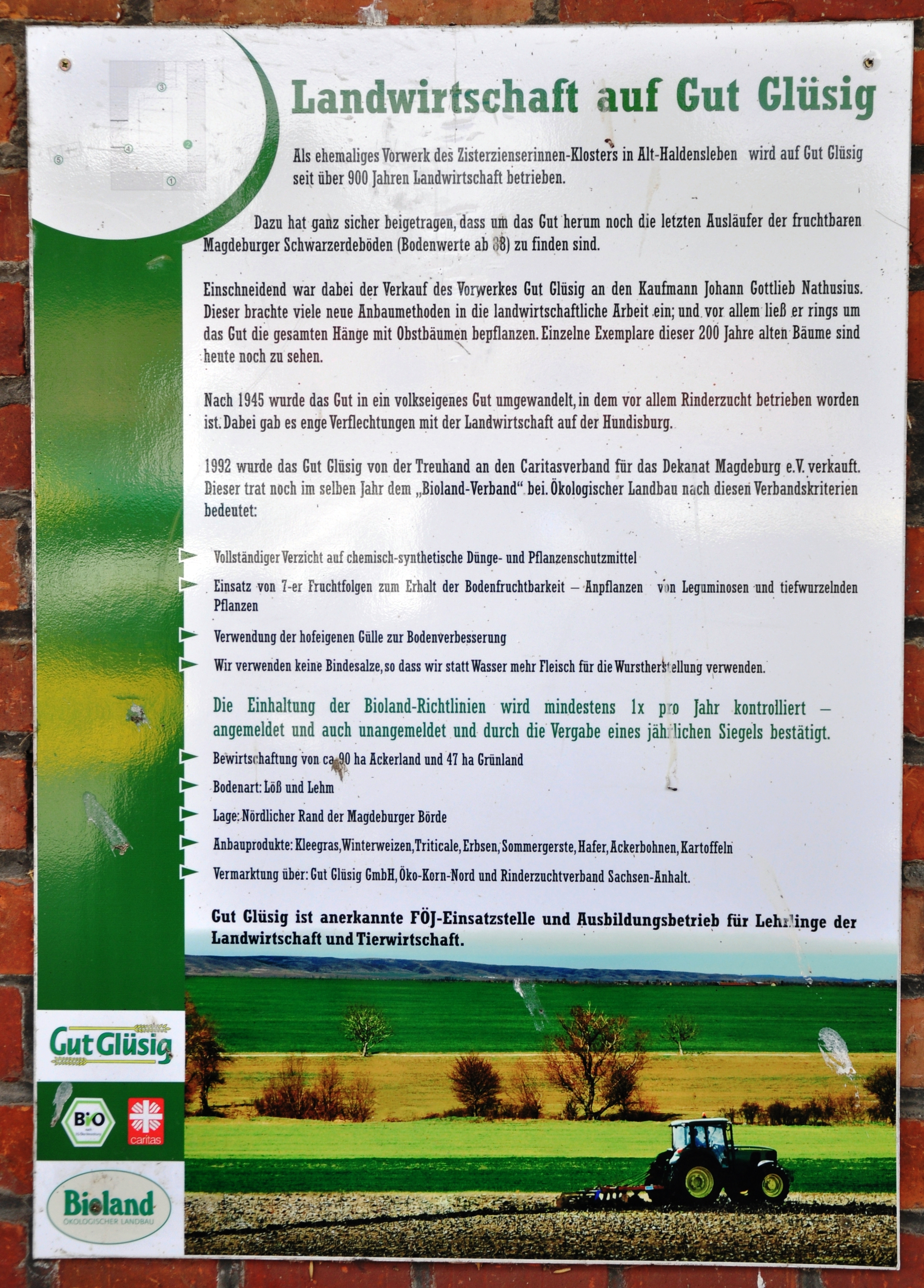
Informationstafel zum Biohof aus dem Jahr 2010
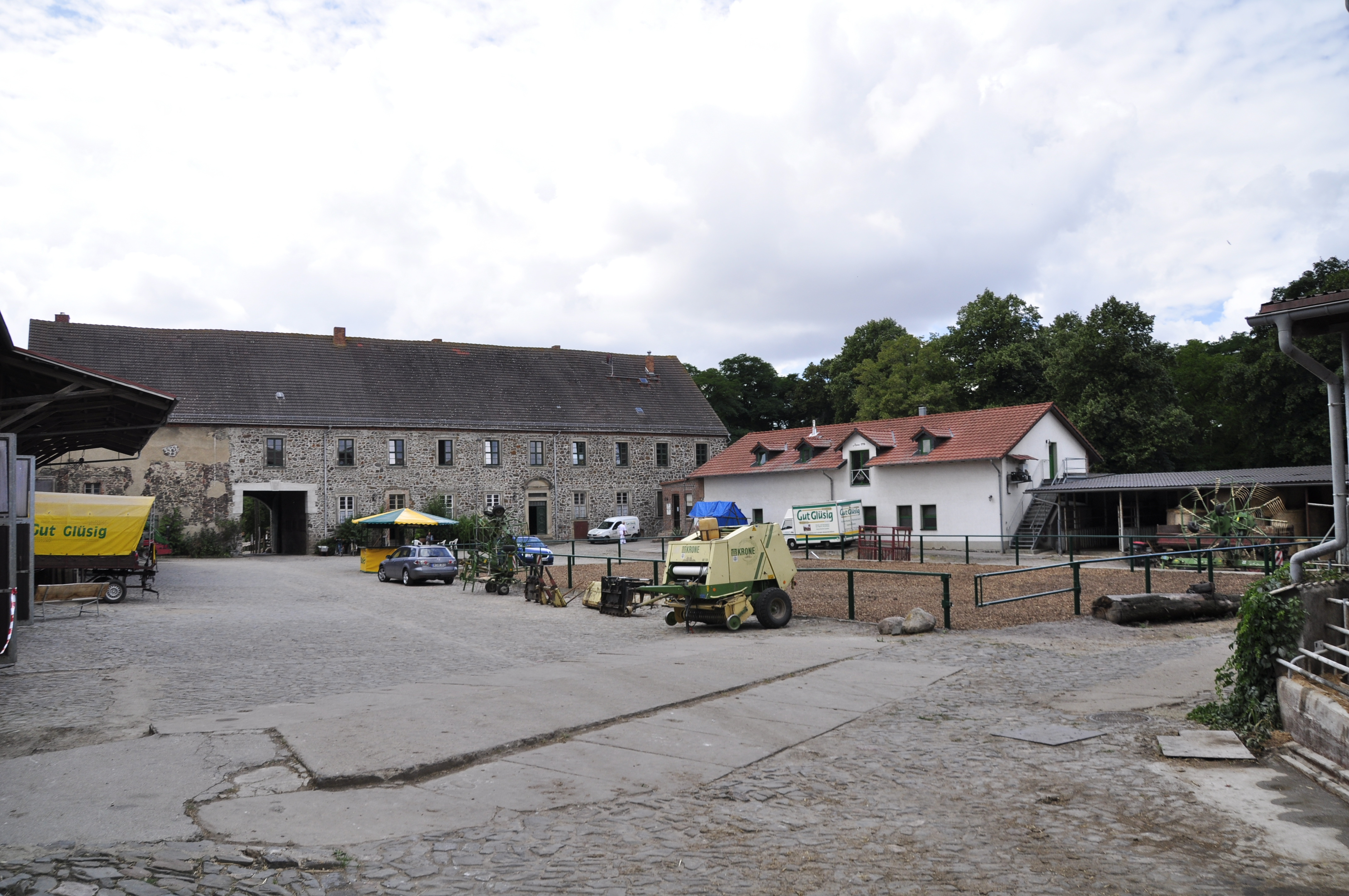
Blick über den Wirtschaftshof auf das barocke Haupthaus
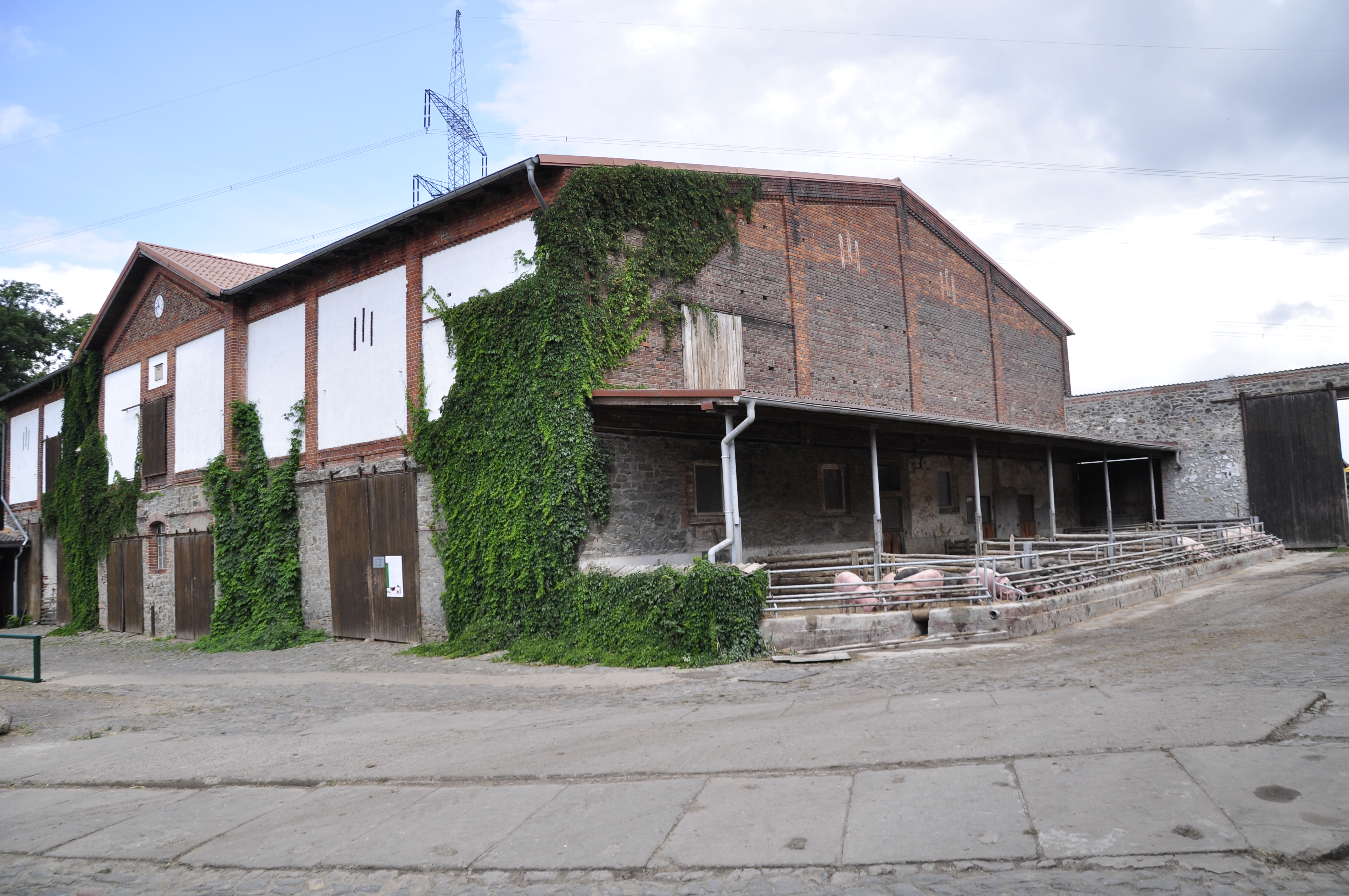
Heutige Schweineställe